# وقواق حزين
وقواق حزين (الاسم العلمي: Cacomantis merulinus) (بالإنجليزية: Plaintive Cuckoo)‏ هو نوع من الطيور يتبع جنس الوقواق الكستنائي من فصيلة طيور الوقواق.